# James Donnelly (football)
James Elliot Donnelly (né le 18 décembre 1899 à Ballina et mort le 3 juin 1959 en Angleterre) est un footballeur et entraîneur irlandais de football des années 1920 et 1930. Il dirige la sélection turque aux Jeux olympiques de 1936.